# Kafr Ein
Kafr Ein (àrab: كفر عين, Kafr ʿAyn) és una vila palestina en la governació de Ramal·lah i al-Bireh al centre de Cisjordània, situada al nord-oest de Ramal·lah. Segons l'Oficina Central d'Estadístiques de Palestina (PCBS), tenia 2.231 habitants en 2016. La majoria de la població pertany als clans Barghouti, Rifa' i Rafati. Està governada per un consell de vila format per 6 membres que representen les quatre famílies principals. L'alcalde actual, Mohammed Rifa', fou nomenat per l'Autoritat Nacional Palestina en 1998.

## Història
Kafr Ein es pot traduir com a «poble de la font». El poble conté deu deus i deu embassaments, un dels quals ha estat recentment danyat. Es creu que hi ha un lloc antic a la part alta d'una muntanya local coneguda com a Haraek, que conté una església i una mesquita. Segons la llegenda local, el lloc va ser destruït durant les Croades i l'únic poblat que va sobreviure a la seva destrucció van fundar Kafr Ein.

### Època otomana
S'hi ha trobat terrissa dels primers anys de l'Imperi Otomà. Figurava registrat als registres fiscals otomans del segle xvi com a situat al sanjak d'Al-Quds.
Kafr Ein fou governada per la família Barghouti durant tota la meitat posterior del domini otomà a Palestina, situada dins del xeïcat de Bani Zeid. Va produir els 52 anys de l'oli d'oliva anualment, exportant-lo a Jerusalem o Naplusa principalment per a sabó Nabulsi.
L'explorador francès Victor Guérin passà per la vila en 1870, va assenyalar que "no semblava molt considerable," mentre que una llista de pobles otomans d'aproximadament el mateix any va mostrar una població de 260 habitants, en 69 cases, tot i que el recompte de població només incloïa homes.
En 1882 el Survey of Western Palestine del Fons per a l'Exploració de Palestina va descriure Kefr Ain com un «petit vilatge en un pendent de la muntanya, subministrat per l'Ain Mathrun.»
En 1896 la població de Kefr ‘ain era estimada en 516 persones.

### Època del Mandat Britànic
En el cens de Palestina de 1922, organitzat per les autoritats del Mandat Britànic, la població de Kufr 'Ain era de 376 musulmans, incrementats en el cens de 1931 a 494 musulmans a In Kafr, en un total de 133 cases.
En 1945 la població era de 550 musulmans, mentre que l'àrea total de terra era de 7,145 dúnams, segons una enquesta oficial de terra i població. D'aquests, 4.928 eren plantacions i regadius, 724 per a cereals, mentre que 19 dúnams eren sòl edificat.

### Després de 1948
En la vespra de guerra araboisraeliana de 1948, i després dels acords d'armistici araboisraelians de 1949, Kafr Ein fou ocupada pel regne haixemita de Jordània. Després de la Guerra dels Sis Dies de 1967 va romandre sota l'ocupació israeliana.
Abans de la Segona Intifada, al voltant del 10% dels residents del poble treballaven a Israel. El cultiu principal de Kafr Ein és l'oliva. No obstant això, també es cultiven llenties, grans i verdures. Hi ha unes 200 ovelles i cabres a la vila.
El 1980, l'electricitat fou connectada a Kafr Ein. Hi ha deu botigues i una escola al poble, i una altra compartida amb Qarawat Bani Zeid. Molts residents reben ajuda de la Creu Roja i UNRWA.